# 若さとリズム
『若さとリズム』（わかさとリズム）は、1965年10月16日から1966年4月2日までNHK総合テレビで放送された音楽番組である。放送時間は毎週土曜 20時00分 - 20時30分（JST） 。全編カラー放送。

## 概要
当時NHKでは、バラエティ番組『夢であいましょう』や音楽番組『歌のグランド・ショー』が放送されていたが、これらと異なる新たな番組を作ろうという意図の下で企画された。
当時の最新音楽事情を、歌手たちの演奏にダンサーの踊りなどを交えて、1つのストーリーとして放送するという番組であった。曲のタイトルやクレジットなどのテロップはあったが、司会者や内容説明のナレーションは一切無く、当時としては斬新な試みであった。番組レギュラーはジャニーズの4人が務めていた。
当時放送用として唯一のVTRフォーマットだった2インチVTR（収録時はローバンド方式）を使用してのこの番組の収録は、当時運用を開始したばかりだった渋谷区神南にある現・NHK放送センターの101スタジオにて行われたとされている。このスタジオは、当時としては最新のクロマキー技術やクレーンカメラなども使用できるスタジオで、これらの技術をこの番組にて使用したこともあり、当時としては映像的・演出的な新しい試みもみられた。
しかし、編集箇所が余りにも多く、当時の2インチのビデオテープの編集は、テープの記録部分をルーペで確認しながら、見当を付けて剃刀の刃でテープを切断して貼り合わせる方法しかなく、非常に手間のかかる作業で、さらにその編集作業のコストも非常に高額であったことが番組制作において苦労した部分であったという。
当時は2インチのビデオテープは非常に高額で、しかも消去して使い回しができるので、この番組も消去されてこの経緯と同様の処置が取られており、ビデオテープに於けるこの番組の資料は残っていないとされていた。ただ、ゴールデン・ローズ・オブ・モントルー（en:Rose d'Or）にこの番組を出品するため、1966年3月12日放送分がキネコ（モノクロ）で録画されて、「THE FLYING BALL」というタイトルで出品されたことはある。
NHKアーカイブスでの復元と放送
しかし、その後の2006年に、同番組の第1回放送分（1965年10月16日放送）の放送送出用2インチカラービデオテープが奇跡的に発見され、それを画像修復したものが総合テレビの『NHKアーカイブス』で2007年1月14日に放送された。
テープが発見された当時、NHK放送センターには既に2インチVTR再生装置が無かったため（ローバンド、ハイバンド共に）、愛宕山にあるNHK放送博物館に保存されていた芝電気（現・日立国際電気）製の2インチVTRデッキ（SV-7400型、ハイバンド・ローバンド共に再生可能）を使って再生し、それをパナソニック製のD-3のNTSCデジタルVTRにコピーをし、埼玉県川口市にあるNHKアーカイブスにてコンピューターを使って映像を修復し、放送に漕ぎつけたという。
この映像は、全国のNHKアーカイブス番組公開ライブラリーにて見ることができるばかりか、当時の日本のカラーテレビ放送とビデオ編集の技術がどの程度なのかを正確に知ることができる、数少ない貴重な映像資料でもある。
その後、2014年に第5回放送分（1965年11月20日）を収録した2インチカラービデオテープが発見され、日本大学芸術学部所有で同年に修復された再生装置（芝電気製SV-7800型）によって日の目を見ることとなった。

## 主な出演者
- ジャニーズ
- ザ・ピーナッツ
- 伊東ゆかり
- 弘田三枝子
- 布施明
- 鹿内孝

## スタッフ
- 振付 - 堀内完[1]、山田卓[1]
- バレエ - ユニーク・エイト
- 音楽 - 三保敬太郎、前田憲男、東海林修、森岡賢一郎、大沢保郎
- 演奏 - 津々美洋とオールスターワゴン、猪俣猛とウエストライナーズ、小俣尚也とドライビングメン
- 絵 - 三乗明
- 美術 - 足立正美
- 技術 - 設楽国雄
- 制作（統括） - 川口幹夫（後の第16代NHK会長）
- 演出 - 遠藤利男[1]、網本実[1]